# Erucastrum nasturtiifolium
Erucastrum nasturtiifolium é uma espécie de planta com flor pertencente à família Brassicaceae. 
A autoridade científica da espécie é (Poir.) O.E.Schulz, tendo sido publicada em Bot. Jahrb. Syst. 54(3, Beibl. 119): 56. 1916.

## Portugal
Trata-se de uma espécie presente no território português, nomeadamente os seguintes táxones infraespecíficos:
- Erucastrum nasturtiifolium subsp. nasturtiifolium - presente em Portugal Continental. Em termos de naturalidade é nativa da região atrás referida. Não se encontra protegida por legislação portuguesa ou da Comunidade Europeia.